# Procecidochares blanci
Procecidochares blanci är en tvåvingeart som beskrevs av Goeden och Allen L.Norrbom 2001. Procecidochares blanci ingår i släktet Procecidochares och familjen borrflugor.
Artens utbredningsområde är Kalifornien. Inga underarter finns listade i Catalogue of Life.